# Jerusa Franco
Jerusa Franco (São Paulo, 30 de setembro de 1974) é uma atriz brasileira.

## Trabalhos Na TV
- 2018 - Terrores Urbanos (RecordTV) - Angela
- 2015 - Zé do Caixão - Nadia
- 2008 - Água na Boca - Martha Pimenta
- 2007 - Vidas Opostas - Tânia
- 2005 - América - Guta
- 2003 - Agora É Que São Elas - Nanda
- 2001 - O Direito de Nascer - Rosário
- 1999 - Malhação - Gabriela
- 1997 - Os Ossos do Barão - Consuelo
- 1996 - Colégio Brasil - Mary Louca

## Filmes
- 2004 - Quase Dois Irmãos - Flavia
- 2003 - Cristina quer Casar - Vilminha
- 2002 - Infinitamente Maio - Assíria
- 2017 - Como se Tornar o Pior Aluno da Escola - Mãe do Pedro